# 冠威
冠威，是日本現役純種競賽馬匹，目前主要勝仗有2022年阿聯酋打吡、2023和2024年韓國盃。

## 出賽前
2019年5月4日出生於北海道千歲市社台牧場，所有權歸於牧場負責人吉田照哉旗下。
其後交由栗東訓練中心練馬師新谷功一訓練。

## 競賽生涯

### 2歲
2021年10月3日出戰中京競馬場2歲新馬戰，比賽初段選擇於先頭位置推進，進入直路後隨即發揮優秀的末腳，最終不斷拉開後方對手下以6馬位優勢獲得首勝。
其後出戰一捷馬戰全緣冬青賞，比賽途中保持於領放馬後方第二的位置，進入直路後再度以快速的反應衝前，最終以3馬位優勢達成連勝。

### 3歲
2022年2月20日出戰年度首戰風信子錦標，然而於比賽途中收到漏閘影響需要於後方位置追走，於第十二左右的位置展開推進。縱然其後冠威於通過彎道時候加速並於直路迅速進入全速狀態，但其仍然無法扭轉局勢，最終以第六名落敗。
3月26日接受阿聯酋方面邀請出戰阿聯酋打吡，並由連達文策騎。比賽開始後，其一直緊迫領放馬明天炎夏，於比賽途中保持穩定的節奏。進入直路後，其進入加速狀態並超越對手，最終成功奪得首個分級賽冠軍。
完成阿聯酋打吡後其選擇美國三冠的路線出戰肯塔基打吡，因而直接由阿聯酋飛往美國作準備。5月7日按照計劃出戰賽事，然而比賽途中其選擇保持於第二的位置下遭遇對先行馬不利的快步速，於直路上因體力耗盡而失速，最終以第十三大敗。
回國後接連出戰日本電視盃、日本育馬場盃經典賽及日本冠軍盃，三場賽事中均以先行的姿態於直路一度取得領先，但最終皆被後方的對手超越，因而獲得三連亞。

### 4歲
2023年年初再度遠征，前往沙特阿拉伯出戰沙特盃。比賽開始後，面對同爲日本代表的本初之海的領放，其選擇於第四左右的位置展開推進。進入直路後，雖然其嘗試加速衝出，但最終仍然不敵其他對手，以第五的戰績完賽。
其後直接前往阿聯酋出戰杜拜世界盃，比賽初段選擇先行戰術下於第一彎道收到阻滯，因而停留於較以往賽事後方的位置。進入直路後，其仍然未能尋找位置進行加速，最終導致其加速過慢無法對其他對手造成威脅，最終獲得第五的戰績。
回國調整過後於6月出戰帝王賞，本次比賽其繼續採取先行策略，一直保持於第三、四左右的位置。進入直路後，其於最內欄不斷加速壓迫領放馬Promised Warrior，雖然於最後200米追上對手一度取得領先，但未能保持優勢下於終點線前比外檔強襲的名將飛燕超越，最終以鼻位之差憾負，亦獲得生涯第四個亞軍。
9月遠征韓國出戰三級賽韓國盃，並於賽前獲得第一人氣。比賽開始後，其保持於第二的有利位置以穩定的姿態推進，於對面直路開始發力成功領先。通過第四彎道時，騎師川田將雅僅輕輕指揮其加速，其經已進入全速狀態，最終於直路繼續帶離下，成功以超過10馬位的大差優勢拉開同爲日本代表的緋紅玫瑰，獲得生涯第二個分級賽冠軍。
其後於12月出戰一級賽日本冠軍盃，雖然比賽初段保持一貫穩定的姿態於先頭位置推進，但於進入直路後未能維持速度，最終失速之下以第十一大敗。

### 5歲
2024年年初再度前往沙特阿拉伯挑戰沙特盃，然而於比賽途中未能適應較快的步速，最終直路逐漸力弱下以第九落敗。
回國稍微休養後出戰柏市紀念，比賽途中守於中團左右的位置，然而通過第三彎道事面對天雨造成的泥濘地無法維持速度，最終不斷失速至終點下被其他賽駒超越，而第十二大敗。
7月以水星盃作為目標，比賽初段選擇於前行位置前進，一直保持於第二之下在對面直路中後段開始加速，進入第三彎道前經已取得領先。通過第三、四彎道時，其仍然保持速度於前方位置逐步推進，並於進入直路後一直展開衝刺以拉開和後方的距離。直路中段，其仍然堅守位置下一直取得領先，及後雖然稍為轉弱，但最終仍然可以阻止後方來襲的Beyond the Father超越自己，以鼻位的優勢險勝。
9月再度遠征韓國出戰韓國盃並以連霸為目標，比賽初段其果斷由外檔閃入內欄進佔領先位置，其後一直維持均速慢放。進入直路後，其仍然於前方保持速度並逐步衝刺，最終彈出之下成功拋離同為日本代表的盈寶威神5馬位衞冕此項賽事。
回國後直接出戰日本冠軍盃，比賽初段有所在的1檔位置進佔先頭內欄採取遮擋，比賽途中一直穩步推進，然而於直路未能順利加速突圍，最終以第十一大敗。
12月29日出戰東京大賞典，比賽初段於外檔位置急速衝前領放，但於直路上未能堅守位置，最終失速下以第七落敗。

### 6歲
2025年首戰為佐賀紀念，比賽此段其於外檔位置上前進佔先頭位置，一直維持於領放馬後方，但在對面直路末段開始力弱失速，於過彎及直路進一步後退下以第八落敗。
夏季前往盛岡以水星盃作為目標，本次比賽出閘後保持在第三的位置，於第三彎道前開始發力越過領放馬取得領先，並率先進入直路。進入直路後，其在前往以不俗的勢頭繼續衝刺，途中逐步拉開後方的賽駒，可惜在最後100米時轉趨力弱，最終被衝出的草木威名超越以第二落敗。

### 詳細賽績
| 日期       | 舉辦國家   | 馬場     | 距離   | 級別   | 賽事名稱           | 負重 | 騎師     | 馬號 | 出馬 | 名次 | 時間     | 頭馬（二馬）          |
| ---------- | ---------- | -------- | ------ | ------ | ------------------ | ---- | -------- | ---- | ---- | ---- | -------- | --------------------- |
| 3/10/2021  | 日本       | 中京     | 泥1800 |        | 2歲新馬            | 55   | 幸英明   | 3    | 10   | 1    | 1:55.3   | （Salt Green）        |
| 7/11/2021  | 日本       | 阪神     | 泥1800 |        | 全緣冬青賞         | 55   | 幸英明   | 13   | 13   | 1    | 1:53.5   | （Welcome News）      |
| 20/2/2022  | 日本       | 東京     | 泥1600 | L      | 風信子錦標         | 56   | 杜滿萊   | 9    | 14   | 6    | 1:35.8   | 燃火                  |
| 26/3/2022  | 阿聯酋     | 美丹     | 泥1900 | GII    | 阿聯酋打吡         | 55   | 連達文   | 7    | 16   | 1    | 1:59.76  | （明天炎夏）          |
| 7/5/2022   | 美國       | 邱吉爾園 | 泥2000 | GI     | 肯塔基打吡         | 57   | 李慕華   | 7    | 20   | 13   | 記錄缺失 | 致富出擊              |
| 28/9/2022  | 日本       | 船橋     | 泥1800 | JpnII  | 日本電視盃         | 54   | 福永祐一 | 6    | 13   | 2    | 1:53.1   | 競場觸角              |
| 3/11/2022  | 日本       | 盛岡     | 泥2000 | JpnI   | 日本育馬場盃經典賽 | 55   | 福永祐一 | 4    | 15   | 2    | 2:02.5   | 宏觀角度              |
| 4/12/2022  | 日本       | 中京     | 泥1800 | GI     | 日本冠軍盃         | 56   | 福永祐一 | 10   | 16   | 2    | 1:51.9   | 電閃驚雷              |
| 25/2/2023  | 沙特阿拉伯 | 安都拉茲 | 泥1800 | GI     | 沙特盃             | 57   | 連達文   | 3    | 13   | 5    | 1:51.26  | 本初之海              |
| 25/3/2023  | 日本       | 美丹     | 泥2000 | GI     | 杜拜世界盃         | 57   | 連達文   | 5    | 15   | 5    | 2:04.62  | 盈寶奇嶽              |
| 28/6/2023  | 日本       | 大井     | 泥2000 | JpnI   | 帝王賞             | 57   | 川田將雅 | 2    | 12   | 2    | 2:01.9   | 名將飛燕              |
| 10/9/2023  | 南韓       | 首爾     | 泥1800 | GIII   | 韓國盃             | 57   | 川田將雅 | 14   | 15   | 1    | 1:51.5   | （緋紅玫瑰）          |
| 3/12/2023  | 日本       | 中京     | 泥1800 | GI     | 日本冠軍盃         | 58   | 川田將雅 | 9    | 15   | 11   | 1:52.0   | 清爽口味              |
| 24/2/2024  | 沙特阿拉伯 | 安都拉茲 | 泥1800 | GI     | 沙特盃             | 57   | 莫雷拉   | 2    | 13   | 9    | 1:51.85  | 探查男兒              |
| 1/5/2024   | 日本       | 船橋     | 泥1600 | JpnI   | 柏市紀念           | 57   | 川田將雅 | 7    | 13   | 12   | 1:43.2   | Shamal                |
| 15/7/2024  | 日本       | 盛岡     | 泥2000 | JpnIII | 水星盃             | 57   | 橫山武史 | 9    | 14   | 1    | 2:03.8   | （Beyond the Father） |
| 8/9/2024   | 南韓       | 首爾     | 泥1800 | GIII   | 韓國盃             | 57   | 橫山武史 | 11   | 11   | 1    | 1:51.8   | （盈寶威神）          |
| 1/12/2024  | 日本       | 中京     | 泥1800 | GI     | 日本冠軍盃         | 58   | 橫山武史 | 1    | 16   | 11   | 1:52.0   | 清爽口味              |
| 29/12/2024 | 日本       | 大井     | 泥2000 | GI     | 東京大賞典         | 57   | 橫山武史 | 9    | 10   | 7    | 2:06.8   | 青春永駐              |
| 6/2/2025   | 日本       | 佐賀     | 泥2000 | JpnIII | 佐賀紀念           | 58   | 橫山武史 | 11   | 11   | 8    | 2:14.9   | Meisho Funjin         |
| 21/7/2025  | 日本       | 盛岡     | 泥2000 | JpnIII | 水星盃             | 58   | 坂井瑠星 | 5    | 10   | 2    | 2:04.1   | 草木威名              |

## 血統簡介
父系帝王加冕爲日本賽駒，生涯戰績不俗，曾勝出二級賽讀賣盃，亦於東京優駿（日本打吡）中跑獲亞軍。祖父特別週爲日本賽駒，生涯戰績彪炳，曾勝出1998年東京優駿，於1999年稱霸春秋天皇賞並於日本盃擊退衆多外敵而被稱爲「日本總大將」。
母系Emmy's Pride爲日本賽駒，主要活躍於地方賽事。外祖父夏威夷王爲日本賽駒，生涯戰績極爲優秀，僅得一戰未能獲勝，曾勝出一級賽NHK一哩賽及東京優駿，爲日本史上首匹贏得變則二冠的賽駒。

### 血統表
| 父線：週日寧靜系（Halo系）               |                             |               |                |
| 種馬 帝王加冕 2006年（棕色）             | 特別週 1995年（深棗色）     | 週日寧靜      | Halo           |
| 種馬 帝王加冕 2006年（棕色）             | 特別週 1995年（深棗色）     | 週日寧靜      | Wishing Well   |
| 種馬 帝王加冕 2006年（棕色）             | 特別週 1995年（深棗色）     | Campaign Girl | 丸善斯基       |
| 種馬 帝王加冕 2006年（棕色）             | 特別週 1995年（深棗色）     | Campaign Girl | Lady Shiraoki  |
| 種馬 帝王加冕 2006年（棕色）             | Crown Piece 1997年（棗色）  | 西雅圖迴旋    | Bold Reasoning |
| 種馬 帝王加冕 2006年（棕色）             | Crown Piece 1997年（棗色）  | 西雅圖迴旋    | My Charmer     |
| 種馬 帝王加冕 2006年（棕色）             | Crown Piece 1997年（棗色）  | Classic Crown | 淘金者         |
| 種馬 帝王加冕 2006年（棕色）             | Crown Piece 1997年（棗色）  | Classic Crown | Six Crowns     |
| 繁殖雌馬 Emmy's Pride 2012年（棗色）     | 夏威夷王 2001年（棗色）     | 金滿寶        | 淘金者         |
| 繁殖雌馬 Emmy's Pride 2012年（棗色）     | 夏威夷王 2001年（棗色）     | 金滿寶        | Miesque        |
| 繁殖雌馬 Emmy's Pride 2012年（棗色）     | 夏威夷王 2001年（棗色）     | Manfath       | 最後大官       |
| 繁殖雌馬 Emmy's Pride 2012年（棗色）     | 夏威夷王 2001年（棗色）     | Manfath       | Pilot Bird     |
| 繁殖雌馬 Emmy's Pride 2012年（棗色）     | Emmy's Smile 2004年（栗色） | 愛麗速子      | 週日寧靜       |
| 繁殖雌馬 Emmy's Pride 2012年（棗色）     | Emmy's Smile 2004年（栗色） | 愛麗速子      | 愛麗花         |
| 繁殖雌馬 Emmy's Pride 2012年（棗色）     | Emmy's Smile 2004年（栗色） | Hemisphere    | 白口罩         |
| 繁殖雌馬 Emmy's Pride 2012年（棗色）     | Emmy's Smile 2004年（栗色） | Hemisphere    | Grey Eminence  |
| 雌系：號族：5-g                          |                             |               |                |
| 五代內近親交配：週日寧靜 3x4、淘金者 4x4 |                             |               |                |

## 命名由來
名字Crown Pride（クラウンプライド）意思是：「皇冠的驕傲」，繼承自父系帝王加冕及母系Emmy's Pride之名字的各一部分，香港則採用意譯，並縮短為「冠威」。

## 外部連結
- 冠威 netkeiba.com （页面存档备份，存于）
- 血統表 （页面存档备份，存于）